# Jobson
Jobson Souza Santos, noto semplicemente come Jobson (San Paolo, 13 settembre 1995), è un calciatore brasiliano, centrocampista dell'Al Dhafra.

## Caratteristiche tecniche
È un mediano.

## Carriera
Cresciuto nel settore giovanile del Palmeiras, ha esordito in prima squadra il 29 novembre 2015 disputando l'incontro di Série A perso 2-0 contro il Coritiba.

## Palmarès

### Competizioni nazionali
- Coppa del Brasile: 1

Palmeiras: 2015

### Competizioni statali
- Campeonato Paulista Série A2: 1

Santo André: 2016
- Campeonato Paulista Série A3: 1

Nacional-SP: 2017
- Campionato Pernambucano: 1

Náutico: 2018